# 蒙特羅斯 (喬治亞州)
蒙特羅斯（英語：Montrose）是一個位於美國喬治亞州勞倫斯縣的城鎮。

## 地理
蒙特羅斯的座標為32°33′30″N 83°09′09″W / 32.55833°N 83.15250°W，而該地的平均海拔高度為117米（即384英尺）。

## 人口
根據2010年美國人口普查的數據，蒙特羅斯的面積為4.20平方千米，當中陸地面積為4.20平方千米，而水域面積為0.00平方千米。當地共有人口215人，而人口密度為每平方千米51人。